# Општина Ботиз (Сату Маре)
Ботиз (рум. Botiz) општина је у Румунији у округу Сату Маре.
Oпштина се налази на надморској висини од 127 m.